# Рила (национален парк)
Вижте пояснителната страница за други значения на Рила.
Национален парк „Рила“ е най-големият от трите национални парка на територията на България. Тези територии са обявени за национален парк на 24 февруари 1992 г. Паркът обхваща територия с площ над 81 000 ha в централните и най-високи части на планина Рила. Той е създаден с цел да се запазят завинаги в полза на обществото комплекси от саморегулиращи се екосистеми и присъщото им видово разнообразие, местообитания на редки и застрашени видове и съобщества, характерни и забележителни пейзажи и обекти на неживата природа, които имат световно значение за науката и културата. От територията на парка извира една от най-дългите и пълноводни реки на Балканския полуостров – Марица. Паркът се простира между 800 и 2925 m надморска височина и на неговата територия са разположени 120 естествени езера, повечето с ледников произход.
Националният парк Рила се простира между 41°53´ и 42°19´ северна географска ширина и между 23°07´ и 23°55´ източна географска дължина. На територията на парка се намира най-високият връх на Балканския полуостров – Мусала (2925 m).
На територията на парка се намират четири резервата – Парангалица, Централен Рилски резерват, Ибър и Скакавица. Национален парк Рила е една от най-големите защитени територии в Европа. Двата резервата „Парангалица“ и „Маричини езера“ са част от световната мрежа на биосферни резервати по програмата на ЮНЕСКО „Човек и биосфера“.

## Природни особености

### Климат
Паркът влиза изцяло в планинската климатична област, която е определена от климатичното райониране на райони с надморска височина над 1000 м. Планина Рила се намира на границата между Преходно-средиземноморски и Преходно-континентален климатичен пояс.
Най-ниските температури в националния парк са измерени на най-високата му точка – връх Мусала. Най-ниската измерена температура в парк Рила е -31,2°С, а най-високата температура на връх Мусала е 18,7 °C. Температурата остава отрицателна през девет от годишните месеци, въпреки че дори през летните месеци температурата рядко надвишава 15 °C.
Във високите части на парка средната влажност на въздуха е около 80%, като най-сухи са студените зимни месеци, когато влажността на въздуха понякога пада под 50%. През зимата валежите са сравнително големи – над 20% от средната годишна норма за валежи.
Първата снежна покривка в по-ниските части на парка се образува в края на есента или началото на зимата – 15 – 30 декември, по северните и 20 – 30 декември по южните склонове на планината. Стабилна снежна покривка се задържа над 200 дни в годината, което е доста висок коефициент за тази географска ширина, като в по-ниските части най-дебелата снежна покривка се образува през месец февруари, докато във високите – през март. През последните зимни месеци снежната покривка в районите с надморска височина над 2000 м достига до дебелина над 2 м.
Характерни за парка са силните ветрове със скорост над 30 m/s. Ветровете с такава скорост обикновено духат от запад. В най-високите места средната месечна скорост на ветровете надвишава 10 m/s.

### Води
Въпреки че паркът не заема толкова голяма част от територията на България, от него извират близо 4% от всички реки в България. Националният парк е разположен в една от най-богатите вододайни зони на територията на Балканския полуостров. Оттокът на реките, които извират от парка, има обем 74 240 m3 годишно, а обемът на водите съдържащи се в езерата и блатата – 8500 m3.
Валежите в най-високите части на парка са в рамките 100 – 1250 mm/m2, а в ниските – около 800 mm/m2. Снежната покривка започва да се топи през месец април, което предизвиква рязко увеличаване на водния лимит на реките. Именно от топенето на снеговете идва основното количество от питейна вода, която се ползва в близките населени места.

### Почви
Горските площи на парка се простират между 700 и 2000 метра надморска височина и се срещат основно кафявите горски почви в по-ниските части на парка и планинско-горските тъмноцветни почви във високите. Във високопланинския пояс се срещат основно планинско-горските тъмноцветни и планинско-ливадните почви.

## Флора
По-голямата част от територията на Парка е покрита с вековни гори от смърч, бяла мура и бял бор. Установените в Парка видове висши растения представляват 38,35% от висшата флора на България. Общият брой на ендемитите (видове с ограничено географско разпространение) е 57 вида. От тях локалните ендемити са 3 вида (рилска иглика, павловско шапиче и рилски ревен), българските – 18, а 36 вида са балканските ендемити. Общият брой на реликтите (видове, остатък от минали геологични епохи) на територията на Парка е 105 вида – 74 вида от ледниковия период и 31 – от Терциера. От видовете висши растения на територията на Парка, в Червената книга на България са вписани 98 – 13% от всички видове в нея. 141 вида са лечебните растения, 20 от тях са в Червената книга, a защитени от Закона за защита на природата са 8 вида. Мъховете са 282 вида, гъбите – 233 вида (11,6% от установените в България), а водораслите – 130 вида. Около 42 500 ha са залесените площи, а териториите покрити с дървета – 52%. Останалата незалесена територия е около 10 500 ha и в нея са включени алпийските пасища в най-високите части на Рила.
Естествени горски насаждения представляват близо 60% от всички дървета, а 36% – храстова растителност, представена предимно от клек. От особено значение са горските площи от обикновен смърч и ела, както и бялата мура. Горите, които влизат в някой от четирите резервата на парка, представляват над 30% от всички гори на парка.
Средната надморска височина на горите в националния парк е 1800 m. Над 3/4 от горите попадат в пояса между 1500 и 2300 m. Това, че средната надморска височина на горите е сравнително висока, предполага добро развитие на иглолистните видове. От тях най-разпространени са видовете обикновен смърч, бял бор, бяла мура и ела.
Широколистните гори заемат много по-малка територия. Те са представени основно от бук, горун и трепетлика. Основните горски площи са покрити със смесени гори. В повечето от тях участие взимат и широколистни дървесни видове.
Характерни за парка са вековните иглолистни гори. Средната възраст на иглолистните дървета е 91 години, а на широколистните – 74. Общо средната възраст на дърветата в резервата е 90 години. Общият обем на потенциалния дървения материал в горите на парка е 6 млн. m3.

### Висши растения
Висшите растения са най-разпространени в парка. Срещат се близо 80% от всички висши растения установени в страната. От особено значение са видовете рилска иглика, павловско шапиче, рилски ревен, янкиев крем, които са български или балкански ендемити. Броят на всички видове с ограничено разпространение, които могат да се видят в Национален парк Рила е 57, като от тях 3 са местни ендемити – рилска иглика, павловско шапиче и рилски ревен. От тях най-разпространена е рилската иглика. Установени са също 18 български ендемита и 36 балкански ендемита.
От голямо значение за парка са глациалните реликти – реликтните видове от ледниковия период. Общият брой на реликтните видове в парка е 105. 98 от установените в парка висши растения присъстват в Червената книга на България. От тях има 8 застрашени от изчезване вида и 80 редки такива. По този начин растенията от Червената книга на България, които се срещат в Национален парк Рила представляват 14% от всички видове висши растения в книгата. Над 40 вида растения са защитени от закона за защита на природата, което е над 10% от всички защитени видове.
Някои от растенията в резервата влизат в различни международни списъци на природозащитни организации. По този начин паркът е едно от най-важните защитени природни райони на Балканския полуостров.

### Други
Установени са 282 вида мъхове, които представляват над 41% от мъховете, които се срещат в България. Това многообразие се дължи на сравнително високата влажност на климата в парка. 42 от тези видове са защитени от закона за защита на природата.
Основното количество и разнообразие на сладководни водорасли се намира в езерата Бъбрека, Сълзата и Окото. Паркът събира голям брой сладководни водорасли. Общият брой на установените водорасли е 130, като най-голям е техният брой във водните басейни в субалпийския планински пояс.
Известни са 233 вида гъби, които представляват над 11% от всички установени в България видове и 50% от тези, които са установени в планина Рила. Среща се един защитен в Европа вид – Albatrellus cristatus. 11 от всички установени гъби са ядливи.

## Фауна
Животинският свят е много богат. Установени са близо 3000 безгръбначни животни, както и 172 вида гръбначни. Срещат се около 100 вида птици, което е 30% от установените птици в България. От гръбначните видове в националния парк над 100 са вписани в Червената книга на България, а 15 и в Червената книга на Европа. От безгръбначните животни има 40 които са включени в международни списъци за защита на природата.

### Гръбначни животни
В парка се срещат общо 172 вида гръбначни животни. Над 160 от тях представляват голям интерес не само в България, но и в Европа.

#### Бозайници
В национален парк Рила са установени 48 вида бозайници. От тях има 10 вида прилепи, 22 вида дребни и 16 вида едри бозайници. Няколко от тези видове са балкански ендемити. От голямо значение са кафявата мечка и дивата коза също така и вълк, чието разпространение в България е силно ограничено.

#### Птици
На територията на парка гнездят 99 вида птици, което е близо 1/3 от броя на всички видове гнездящи в България птици. Паркът се съсредоточава към основната популация на видовете глухар, лещарка, планински кеклик, балканска чучулига, хайдушка гарга, скалолазка и др. В парка се намират популациите на някои видове птици, които са редки или застрашени от изчезване. Някои от тях са скален орел, орел змияр, сокол скитник, трипръст кълвач, белогръб кълвач и др.

#### Влечуги и земноводни
Влечугите и земноводните са представени в парка от общо 80 вида. Това е сравнително висок брой, който се дължи най-вече на голямата разлика в надморската височина, както и на климатичното разнообразие. Македонският гущер е балкански ендемит. Установени са също и три реликтни вида – алпийски тритон, планинска водна жаба и живороден гущер. Алпийският тритон е вид застрашен от изчезване в цял свят.

#### Риби
В парка има много водни басейни – реки и езера. В националния парк са установени 18 вида риби, три от които са застрашени от изчезване в световен мащаб. Видовете маришка мряна и балкански щипок са балкански ендемити.

### Безгръбначни животни
В националния парк има голямо разнообразие от безгръбначни животни. Установени са близо 3000 вида безгръбначни животни, като между тях има представители на всички основни групи.
Голям брой от тези животни представляват особен интерес. 312 от видовете безгръбначни са вписани в списъците на редки животни. Близо 250 са ендемични видове, толкова са и реликтните. Най-много са видовете от групите бръмбари, пеперуди, паякообразни.
От видовете, които се срещат в парка, застрашени в световен мащаб са паякът Eresus cinnaberius, бръмбарът Osmoderma eremita и други.

## Туризъм
Рила е една от планините, в които туризмът е най-добре развит. На територията на националния парк се намират голям брой курорти, предназначени за зимен и летен туризъм. В парка се намират няколко курорта и курортни градове. Те са предназначени основно за зимен туризъм. Един от най-популярните рилски курорти, които се намират в рамките на парка е Боровец.
През националния парк минават две европейски туристически пътеки – Е4 и Е8. Освен това има голям брой туристически маршрути и пътеки. На територията на парк Рила работят 17 хижи, които разполагат общо с около 1500 легла, както и 4 заслона, предвидени за укритие при лоши метеорологични условия.
Голяма част от пътеките и хижите в парка са под опеката на Българския туристически съюз (БТС), което е така за по-лесна организация през туристическите сезони. През последните години на туристите се налагат редица ограничения, свързани с времето за престой в една и съща хижа. Това е така, за да се намали вредното въздействие от престоя на едно място.
Определят се места предназначени за палене на лагерни огньове, с цел да предотвратят горските пожари. Някои природозащитни организации се опитват да ограничат престоя в хижите разположени в резерватите, за да се запази по-добре природата в нейния нормален и естествен вид. Подготвят се различни нови маршрути за развиване на различни екстремни спортове, езда, планинско колоездене и други.
Освен с природата, в парка се привличат туристи и посредством историческите и културни забележителности.
В националния парк се намират 326 български национални паметници, като два от тези обекти са от световно значение. На територията на парка се намират няколко обекта, обявени за паметници на културата. В близост да границата на парк Рила е разположен Рилския манастир, който освен паметник на културата е и една от основните туристически дестинации в района.
През последните години са построени множество лаборатории и научноизследователски сгради, предназначени за изследване на различните екосистеми в парка. Прави се постоянно наблюдение на отделни местности и се търсят нови, неустановени видове растения и животни.
Правят се опити да се провежда природозащитно обучение на подрастващите. Това става в специално определени за целта сгради, в които живеят децата. Дават им се основни познания за видовете растения, както и за начините за опазване на екосистемите в техния естествен вид. С това се цели да се популяризира природата на парка, като същевременно се попречи на последващото увреждане на природата там.